# 塔蒂亞娜·加爾賓

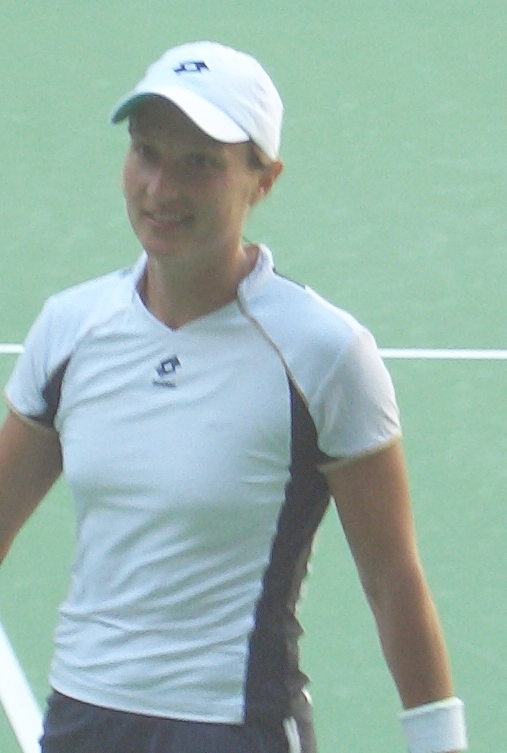
加爾賓在2006年澳洲網球公開賽。

塔蒂亞娜·加爾賓（Tathiana Garbin，1977年6月30日—）是一位義大利女子職業網球運動員。
他最讓人印象深刻的是在2004年法國網球公開賽，第二輪擊敗衛冕冠軍賈斯汀·海寧，另外2007年5月21日在個人生涯最高排名達到22位。

## 外部連結
- 塔蒂亞娜·加爾賓的国际女子网球协会官方資料（英文）
- 塔蒂亞娜·加爾賓的國際網球總會 職業／青少年 官方資料（英文）
- Fed Cup - Player profile - Tathiana GARBIN (ITA) （页面存档备份，存于）